# Ohkay Owingeh, New Mexico
Ohkay Owingeh, New Mexico (енгл. Ohkay Owingeh) насељено је место без административног статуса у америчкој савезној држави Њу Мексико.

## Демографија
По попису из 2010. године број становника је 1.143.
| Група             | 2000.    | 2010.       |
| Белци             | 0 (0,0%) | 22 (1,9%)   |
| Афроамериканци    | 0 (0,0%) | 1 (0,1%)    |
| Азијати           | 0 (0,0%) | 2 (0,2%)    |
| Хиспаноамериканци | 0 (0,0%) | 225 (19,7%) |
| Укупно            | 0        | 1.143       |